# Ligue des champions masculine de l'EHF 1993-1994
Navigation
Coupe des clubs champions 1992-1993 Ligue des champions 1994-1995
La saison 1993-1994 de la Ligue des champions masculine de l'EHF 34e édition de la compétition qui était jusqu'alors appelée Coupe des clubs champions européens et la première sous l’appellation Ligue des champions. Ainsi, pour la première fois, la compétition ne se déroule plus uniquement en élimination directe mais comporte une phase de poule à l'issue de laquelle est disputée la finale.
Organisée par l'Fédération européenne de handball (EHF), elle met aux prises 35 équipes européennes et remportée par le club espagnol du Teka Santander, vainqueur en finale du club portugais de l'ABC Braga.

## Présentation

### Déroulement
Un tour préliminaire mettant aux prises 6 équipes permet de qualifier 3 équipes en huitièmes de finale en compagnie des 29 autres équipes déjà qualifiées. Les seizièmes et les huitièmes de finale se déroulent en matchs aller-retour et permettent de qualifier pour la phase finale 8 équipes.
Pour la phase finale, les 8 équipes sont réparties en 2 poules de 4 équipes. À l'issue des 24 matchs, les 2 équipes premières de chacune des poules se retrouvent en finale jouée sur 2 matchs (aller-retour).

### Participants
| Deuxième tour | Deuxième tour | Deuxième tour | Deuxième tour | Deuxième tour | Deuxième tour | Deuxième tour | Deuxième tour | Deuxième tour | Deuxième tour | Deuxième tour | Deuxième tour | Deuxième tour | Deuxième tour | Deuxième tour | Deuxième tour | Deuxième tour | Deuxième tour | Deuxième tour | Deuxième tour | Deuxième tour | Deuxième tour | Deuxième tour | Deuxième tour | Deuxième tour | Deuxième tour | Deuxième tour | Deuxième tour | Deuxième tour | Deuxième tour |
| --- | --- | --- | --- | --- | --- | --- | --- | --- | --- | --- | --- | --- | --- | --- | --- | --- | --- | --- | --- | --- | --- | --- | --- | --- | --- | --- | --- | --- | --- |
| - RK Badel 1862 Zagreb : tenant du titre - THW Kiel : Champion d'Allemagne - Union Vienne-Ouest : Champion d'Autriche - Initia HC Hasselt : Champion de Belgique - SPE Strovolos Nicosie : Champion de Chypre - RK Medveščak Zagreb : Vice-champion de Croatie - Kolding IF Håndbold : Champion du Danemark - Teka Santander : Champion d'Espagne - Drumso IK Dicken : Champion de Finlande - USAM Nîmes 30 : champion de France - Ionikós de Néa Filadélfia : Champion de Grèce - Fotex Veszprém SE : Champion de Hongrie - Vestmanna IF : Champion des Îles Féroé - Valur Reykjavik : Champion d'Islande - Hapoël Rishon LeZion : Champion d'Israël | - RK Badel 1862 Zagreb : tenant du titre - THW Kiel : Champion d'Allemagne - Union Vienne-Ouest : Champion d'Autriche - Initia HC Hasselt : Champion de Belgique - SPE Strovolos Nicosie : Champion de Chypre - RK Medveščak Zagreb : Vice-champion de Croatie - Kolding IF Håndbold : Champion du Danemark - Teka Santander : Champion d'Espagne - Drumso IK Dicken : Champion de Finlande - USAM Nîmes 30 : champion de France - Ionikós de Néa Filadélfia : Champion de Grèce - Fotex Veszprém SE : Champion de Hongrie - Vestmanna IF : Champion des Îles Féroé - Valur Reykjavik : Champion d'Islande - Hapoël Rishon LeZion : Champion d'Israël | - RK Badel 1862 Zagreb : tenant du titre - THW Kiel : Champion d'Allemagne - Union Vienne-Ouest : Champion d'Autriche - Initia HC Hasselt : Champion de Belgique - SPE Strovolos Nicosie : Champion de Chypre - RK Medveščak Zagreb : Vice-champion de Croatie - Kolding IF Håndbold : Champion du Danemark - Teka Santander : Champion d'Espagne - Drumso IK Dicken : Champion de Finlande - USAM Nîmes 30 : champion de France - Ionikós de Néa Filadélfia : Champion de Grèce - Fotex Veszprém SE : Champion de Hongrie - Vestmanna IF : Champion des Îles Féroé - Valur Reykjavik : Champion d'Islande - Hapoël Rishon LeZion : Champion d'Israël | - RK Badel 1862 Zagreb : tenant du titre - THW Kiel : Champion d'Allemagne - Union Vienne-Ouest : Champion d'Autriche - Initia HC Hasselt : Champion de Belgique - SPE Strovolos Nicosie : Champion de Chypre - RK Medveščak Zagreb : Vice-champion de Croatie - Kolding IF Håndbold : Champion du Danemark - Teka Santander : Champion d'Espagne - Drumso IK Dicken : Champion de Finlande - USAM Nîmes 30 : champion de France - Ionikós de Néa Filadélfia : Champion de Grèce - Fotex Veszprém SE : Champion de Hongrie - Vestmanna IF : Champion des Îles Féroé - Valur Reykjavik : Champion d'Islande - Hapoël Rishon LeZion : Champion d'Israël | - RK Badel 1862 Zagreb : tenant du titre - THW Kiel : Champion d'Allemagne - Union Vienne-Ouest : Champion d'Autriche - Initia HC Hasselt : Champion de Belgique - SPE Strovolos Nicosie : Champion de Chypre - RK Medveščak Zagreb : Vice-champion de Croatie - Kolding IF Håndbold : Champion du Danemark - Teka Santander : Champion d'Espagne - Drumso IK Dicken : Champion de Finlande - USAM Nîmes 30 : champion de France - Ionikós de Néa Filadélfia : Champion de Grèce - Fotex Veszprém SE : Champion de Hongrie - Vestmanna IF : Champion des Îles Féroé - Valur Reykjavik : Champion d'Islande - Hapoël Rishon LeZion : Champion d'Israël | - RK Badel 1862 Zagreb : tenant du titre - THW Kiel : Champion d'Allemagne - Union Vienne-Ouest : Champion d'Autriche - Initia HC Hasselt : Champion de Belgique - SPE Strovolos Nicosie : Champion de Chypre - RK Medveščak Zagreb : Vice-champion de Croatie - Kolding IF Håndbold : Champion du Danemark - Teka Santander : Champion d'Espagne - Drumso IK Dicken : Champion de Finlande - USAM Nîmes 30 : champion de France - Ionikós de Néa Filadélfia : Champion de Grèce - Fotex Veszprém SE : Champion de Hongrie - Vestmanna IF : Champion des Îles Féroé - Valur Reykjavik : Champion d'Islande - Hapoël Rishon LeZion : Champion d'Israël | - RK Badel 1862 Zagreb : tenant du titre - THW Kiel : Champion d'Allemagne - Union Vienne-Ouest : Champion d'Autriche - Initia HC Hasselt : Champion de Belgique - SPE Strovolos Nicosie : Champion de Chypre - RK Medveščak Zagreb : Vice-champion de Croatie - Kolding IF Håndbold : Champion du Danemark - Teka Santander : Champion d'Espagne - Drumso IK Dicken : Champion de Finlande - USAM Nîmes 30 : champion de France - Ionikós de Néa Filadélfia : Champion de Grèce - Fotex Veszprém SE : Champion de Hongrie - Vestmanna IF : Champion des Îles Féroé - Valur Reykjavik : Champion d'Islande - Hapoël Rishon LeZion : Champion d'Israël | - RK Badel 1862 Zagreb : tenant du titre - THW Kiel : Champion d'Allemagne - Union Vienne-Ouest : Champion d'Autriche - Initia HC Hasselt : Champion de Belgique - SPE Strovolos Nicosie : Champion de Chypre - RK Medveščak Zagreb : Vice-champion de Croatie - Kolding IF Håndbold : Champion du Danemark - Teka Santander : Champion d'Espagne - Drumso IK Dicken : Champion de Finlande - USAM Nîmes 30 : champion de France - Ionikós de Néa Filadélfia : Champion de Grèce - Fotex Veszprém SE : Champion de Hongrie - Vestmanna IF : Champion des Îles Féroé - Valur Reykjavik : Champion d'Islande - Hapoël Rishon LeZion : Champion d'Israël | - RK Badel 1862 Zagreb : tenant du titre - THW Kiel : Champion d'Allemagne - Union Vienne-Ouest : Champion d'Autriche - Initia HC Hasselt : Champion de Belgique - SPE Strovolos Nicosie : Champion de Chypre - RK Medveščak Zagreb : Vice-champion de Croatie - Kolding IF Håndbold : Champion du Danemark - Teka Santander : Champion d'Espagne - Drumso IK Dicken : Champion de Finlande - USAM Nîmes 30 : champion de France - Ionikós de Néa Filadélfia : Champion de Grèce - Fotex Veszprém SE : Champion de Hongrie - Vestmanna IF : Champion des Îles Féroé - Valur Reykjavik : Champion d'Islande - Hapoël Rishon LeZion : Champion d'Israël | - RK Badel 1862 Zagreb : tenant du titre - THW Kiel : Champion d'Allemagne - Union Vienne-Ouest : Champion d'Autriche - Initia HC Hasselt : Champion de Belgique - SPE Strovolos Nicosie : Champion de Chypre - RK Medveščak Zagreb : Vice-champion de Croatie - Kolding IF Håndbold : Champion du Danemark - Teka Santander : Champion d'Espagne - Drumso IK Dicken : Champion de Finlande - USAM Nîmes 30 : champion de France - Ionikós de Néa Filadélfia : Champion de Grèce - Fotex Veszprém SE : Champion de Hongrie - Vestmanna IF : Champion des Îles Féroé - Valur Reykjavik : Champion d'Islande - Hapoël Rishon LeZion : Champion d'Israël | - RK Badel 1862 Zagreb : tenant du titre - THW Kiel : Champion d'Allemagne - Union Vienne-Ouest : Champion d'Autriche - Initia HC Hasselt : Champion de Belgique - SPE Strovolos Nicosie : Champion de Chypre - RK Medveščak Zagreb : Vice-champion de Croatie - Kolding IF Håndbold : Champion du Danemark - Teka Santander : Champion d'Espagne - Drumso IK Dicken : Champion de Finlande - USAM Nîmes 30 : champion de France - Ionikós de Néa Filadélfia : Champion de Grèce - Fotex Veszprém SE : Champion de Hongrie - Vestmanna IF : Champion des Îles Féroé - Valur Reykjavik : Champion d'Islande - Hapoël Rishon LeZion : Champion d'Israël | - RK Badel 1862 Zagreb : tenant du titre - THW Kiel : Champion d'Allemagne - Union Vienne-Ouest : Champion d'Autriche - Initia HC Hasselt : Champion de Belgique - SPE Strovolos Nicosie : Champion de Chypre - RK Medveščak Zagreb : Vice-champion de Croatie - Kolding IF Håndbold : Champion du Danemark - Teka Santander : Champion d'Espagne - Drumso IK Dicken : Champion de Finlande - USAM Nîmes 30 : champion de France - Ionikós de Néa Filadélfia : Champion de Grèce - Fotex Veszprém SE : Champion de Hongrie - Vestmanna IF : Champion des Îles Féroé - Valur Reykjavik : Champion d'Islande - Hapoël Rishon LeZion : Champion d'Israël | - RK Badel 1862 Zagreb : tenant du titre - THW Kiel : Champion d'Allemagne - Union Vienne-Ouest : Champion d'Autriche - Initia HC Hasselt : Champion de Belgique - SPE Strovolos Nicosie : Champion de Chypre - RK Medveščak Zagreb : Vice-champion de Croatie - Kolding IF Håndbold : Champion du Danemark - Teka Santander : Champion d'Espagne - Drumso IK Dicken : Champion de Finlande - USAM Nîmes 30 : champion de France - Ionikós de Néa Filadélfia : Champion de Grèce - Fotex Veszprém SE : Champion de Hongrie - Vestmanna IF : Champion des Îles Féroé - Valur Reykjavik : Champion d'Islande - Hapoël Rishon LeZion : Champion d'Israël | - RK Badel 1862 Zagreb : tenant du titre - THW Kiel : Champion d'Allemagne - Union Vienne-Ouest : Champion d'Autriche - Initia HC Hasselt : Champion de Belgique - SPE Strovolos Nicosie : Champion de Chypre - RK Medveščak Zagreb : Vice-champion de Croatie - Kolding IF Håndbold : Champion du Danemark - Teka Santander : Champion d'Espagne - Drumso IK Dicken : Champion de Finlande - USAM Nîmes 30 : champion de France - Ionikós de Néa Filadélfia : Champion de Grèce - Fotex Veszprém SE : Champion de Hongrie - Vestmanna IF : Champion des Îles Féroé - Valur Reykjavik : Champion d'Islande - Hapoël Rishon LeZion : Champion d'Israël | - RK Badel 1862 Zagreb : tenant du titre - THW Kiel : Champion d'Allemagne - Union Vienne-Ouest : Champion d'Autriche - Initia HC Hasselt : Champion de Belgique - SPE Strovolos Nicosie : Champion de Chypre - RK Medveščak Zagreb : Vice-champion de Croatie - Kolding IF Håndbold : Champion du Danemark - Teka Santander : Champion d'Espagne - Drumso IK Dicken : Champion de Finlande - USAM Nîmes 30 : champion de France - Ionikós de Néa Filadélfia : Champion de Grèce - Fotex Veszprém SE : Champion de Hongrie - Vestmanna IF : Champion des Îles Féroé - Valur Reykjavik : Champion d'Islande - Hapoël Rishon LeZion : Champion d'Israël | - Principe Trieste : Champion d'Italie - HC Granitas Kaunas : Champion de Lituanie - CHEV Handball Diekirch : Champion du Luxembourg - IL Runar Sandefjord : Champion de Norvège - HV Sittard : Champion des Pays-Bas - Iskra Kielce : Champion de Pologne - ABC Braga : Champion du Portugal - Universitatea Craiova : Champion de Roumanie - Saint-Pétersbourg HC : Champion de Russie - Redbergslids IK : Champion de Suède - BSV Borba Lucerne : Champion de Suisse - Tatra Kopřivnice : Vice-champion de Tchécoslovaquie* - Halkbank Ankara : Champion de Turquie - ZTR Zaporijjia : Champion d'Ukraine | - Principe Trieste : Champion d'Italie - HC Granitas Kaunas : Champion de Lituanie - CHEV Handball Diekirch : Champion du Luxembourg - IL Runar Sandefjord : Champion de Norvège - HV Sittard : Champion des Pays-Bas - Iskra Kielce : Champion de Pologne - ABC Braga : Champion du Portugal - Universitatea Craiova : Champion de Roumanie - Saint-Pétersbourg HC : Champion de Russie - Redbergslids IK : Champion de Suède - BSV Borba Lucerne : Champion de Suisse - Tatra Kopřivnice : Vice-champion de Tchécoslovaquie* - Halkbank Ankara : Champion de Turquie - ZTR Zaporijjia : Champion d'Ukraine | - Principe Trieste : Champion d'Italie - HC Granitas Kaunas : Champion de Lituanie - CHEV Handball Diekirch : Champion du Luxembourg - IL Runar Sandefjord : Champion de Norvège - HV Sittard : Champion des Pays-Bas - Iskra Kielce : Champion de Pologne - ABC Braga : Champion du Portugal - Universitatea Craiova : Champion de Roumanie - Saint-Pétersbourg HC : Champion de Russie - Redbergslids IK : Champion de Suède - BSV Borba Lucerne : Champion de Suisse - Tatra Kopřivnice : Vice-champion de Tchécoslovaquie* - Halkbank Ankara : Champion de Turquie - ZTR Zaporijjia : Champion d'Ukraine | - Principe Trieste : Champion d'Italie - HC Granitas Kaunas : Champion de Lituanie - CHEV Handball Diekirch : Champion du Luxembourg - IL Runar Sandefjord : Champion de Norvège - HV Sittard : Champion des Pays-Bas - Iskra Kielce : Champion de Pologne - ABC Braga : Champion du Portugal - Universitatea Craiova : Champion de Roumanie - Saint-Pétersbourg HC : Champion de Russie - Redbergslids IK : Champion de Suède - BSV Borba Lucerne : Champion de Suisse - Tatra Kopřivnice : Vice-champion de Tchécoslovaquie* - Halkbank Ankara : Champion de Turquie - ZTR Zaporijjia : Champion d'Ukraine | - Principe Trieste : Champion d'Italie - HC Granitas Kaunas : Champion de Lituanie - CHEV Handball Diekirch : Champion du Luxembourg - IL Runar Sandefjord : Champion de Norvège - HV Sittard : Champion des Pays-Bas - Iskra Kielce : Champion de Pologne - ABC Braga : Champion du Portugal - Universitatea Craiova : Champion de Roumanie - Saint-Pétersbourg HC : Champion de Russie - Redbergslids IK : Champion de Suède - BSV Borba Lucerne : Champion de Suisse - Tatra Kopřivnice : Vice-champion de Tchécoslovaquie* - Halkbank Ankara : Champion de Turquie - ZTR Zaporijjia : Champion d'Ukraine | - Principe Trieste : Champion d'Italie - HC Granitas Kaunas : Champion de Lituanie - CHEV Handball Diekirch : Champion du Luxembourg - IL Runar Sandefjord : Champion de Norvège - HV Sittard : Champion des Pays-Bas - Iskra Kielce : Champion de Pologne - ABC Braga : Champion du Portugal - Universitatea Craiova : Champion de Roumanie - Saint-Pétersbourg HC : Champion de Russie - Redbergslids IK : Champion de Suède - BSV Borba Lucerne : Champion de Suisse - Tatra Kopřivnice : Vice-champion de Tchécoslovaquie* - Halkbank Ankara : Champion de Turquie - ZTR Zaporijjia : Champion d'Ukraine | - Principe Trieste : Champion d'Italie - HC Granitas Kaunas : Champion de Lituanie - CHEV Handball Diekirch : Champion du Luxembourg - IL Runar Sandefjord : Champion de Norvège - HV Sittard : Champion des Pays-Bas - Iskra Kielce : Champion de Pologne - ABC Braga : Champion du Portugal - Universitatea Craiova : Champion de Roumanie - Saint-Pétersbourg HC : Champion de Russie - Redbergslids IK : Champion de Suède - BSV Borba Lucerne : Champion de Suisse - Tatra Kopřivnice : Vice-champion de Tchécoslovaquie* - Halkbank Ankara : Champion de Turquie - ZTR Zaporijjia : Champion d'Ukraine | - Principe Trieste : Champion d'Italie - HC Granitas Kaunas : Champion de Lituanie - CHEV Handball Diekirch : Champion du Luxembourg - IL Runar Sandefjord : Champion de Norvège - HV Sittard : Champion des Pays-Bas - Iskra Kielce : Champion de Pologne - ABC Braga : Champion du Portugal - Universitatea Craiova : Champion de Roumanie - Saint-Pétersbourg HC : Champion de Russie - Redbergslids IK : Champion de Suède - BSV Borba Lucerne : Champion de Suisse - Tatra Kopřivnice : Vice-champion de Tchécoslovaquie* - Halkbank Ankara : Champion de Turquie - ZTR Zaporijjia : Champion d'Ukraine | - Principe Trieste : Champion d'Italie - HC Granitas Kaunas : Champion de Lituanie - CHEV Handball Diekirch : Champion du Luxembourg - IL Runar Sandefjord : Champion de Norvège - HV Sittard : Champion des Pays-Bas - Iskra Kielce : Champion de Pologne - ABC Braga : Champion du Portugal - Universitatea Craiova : Champion de Roumanie - Saint-Pétersbourg HC : Champion de Russie - Redbergslids IK : Champion de Suède - BSV Borba Lucerne : Champion de Suisse - Tatra Kopřivnice : Vice-champion de Tchécoslovaquie* - Halkbank Ankara : Champion de Turquie - ZTR Zaporijjia : Champion d'Ukraine | - Principe Trieste : Champion d'Italie - HC Granitas Kaunas : Champion de Lituanie - CHEV Handball Diekirch : Champion du Luxembourg - IL Runar Sandefjord : Champion de Norvège - HV Sittard : Champion des Pays-Bas - Iskra Kielce : Champion de Pologne - ABC Braga : Champion du Portugal - Universitatea Craiova : Champion de Roumanie - Saint-Pétersbourg HC : Champion de Russie - Redbergslids IK : Champion de Suède - BSV Borba Lucerne : Champion de Suisse - Tatra Kopřivnice : Vice-champion de Tchécoslovaquie* - Halkbank Ankara : Champion de Turquie - ZTR Zaporijjia : Champion d'Ukraine | - Principe Trieste : Champion d'Italie - HC Granitas Kaunas : Champion de Lituanie - CHEV Handball Diekirch : Champion du Luxembourg - IL Runar Sandefjord : Champion de Norvège - HV Sittard : Champion des Pays-Bas - Iskra Kielce : Champion de Pologne - ABC Braga : Champion du Portugal - Universitatea Craiova : Champion de Roumanie - Saint-Pétersbourg HC : Champion de Russie - Redbergslids IK : Champion de Suède - BSV Borba Lucerne : Champion de Suisse - Tatra Kopřivnice : Vice-champion de Tchécoslovaquie* - Halkbank Ankara : Champion de Turquie - ZTR Zaporijjia : Champion d'Ukraine | - Principe Trieste : Champion d'Italie - HC Granitas Kaunas : Champion de Lituanie - CHEV Handball Diekirch : Champion du Luxembourg - IL Runar Sandefjord : Champion de Norvège - HV Sittard : Champion des Pays-Bas - Iskra Kielce : Champion de Pologne - ABC Braga : Champion du Portugal - Universitatea Craiova : Champion de Roumanie - Saint-Pétersbourg HC : Champion de Russie - Redbergslids IK : Champion de Suède - BSV Borba Lucerne : Champion de Suisse - Tatra Kopřivnice : Vice-champion de Tchécoslovaquie* - Halkbank Ankara : Champion de Turquie - ZTR Zaporijjia : Champion d'Ukraine | - Principe Trieste : Champion d'Italie - HC Granitas Kaunas : Champion de Lituanie - CHEV Handball Diekirch : Champion du Luxembourg - IL Runar Sandefjord : Champion de Norvège - HV Sittard : Champion des Pays-Bas - Iskra Kielce : Champion de Pologne - ABC Braga : Champion du Portugal - Universitatea Craiova : Champion de Roumanie - Saint-Pétersbourg HC : Champion de Russie - Redbergslids IK : Champion de Suède - BSV Borba Lucerne : Champion de Suisse - Tatra Kopřivnice : Vice-champion de Tchécoslovaquie* - Halkbank Ankara : Champion de Turquie - ZTR Zaporijjia : Champion d'Ukraine | - Principe Trieste : Champion d'Italie - HC Granitas Kaunas : Champion de Lituanie - CHEV Handball Diekirch : Champion du Luxembourg - IL Runar Sandefjord : Champion de Norvège - HV Sittard : Champion des Pays-Bas - Iskra Kielce : Champion de Pologne - ABC Braga : Champion du Portugal - Universitatea Craiova : Champion de Roumanie - Saint-Pétersbourg HC : Champion de Russie - Redbergslids IK : Champion de Suède - BSV Borba Lucerne : Champion de Suisse - Tatra Kopřivnice : Vice-champion de Tchécoslovaquie* - Halkbank Ankara : Champion de Turquie - ZTR Zaporijjia : Champion d'Ukraine | - Principe Trieste : Champion d'Italie - HC Granitas Kaunas : Champion de Lituanie - CHEV Handball Diekirch : Champion du Luxembourg - IL Runar Sandefjord : Champion de Norvège - HV Sittard : Champion des Pays-Bas - Iskra Kielce : Champion de Pologne - ABC Braga : Champion du Portugal - Universitatea Craiova : Champion de Roumanie - Saint-Pétersbourg HC : Champion de Russie - Redbergslids IK : Champion de Suède - BSV Borba Lucerne : Champion de Suisse - Tatra Kopřivnice : Vice-champion de Tchécoslovaquie* - Halkbank Ankara : Champion de Turquie - ZTR Zaporijjia : Champion d'Ukraine |
| Premier tour | | | | | | | | | | | | | | | | | | | | | | | | | | | | | |
| - SKA Minsk : Champion de Biélorussie - HC Kehra : Champion d'Estonie - HT Tatran Prešov : Champion de Tchécoslovaquie* | - SKA Minsk : Champion de Biélorussie - HC Kehra : Champion d'Estonie - HT Tatran Prešov : Champion de Tchécoslovaquie* | - SKA Minsk : Champion de Biélorussie - HC Kehra : Champion d'Estonie - HT Tatran Prešov : Champion de Tchécoslovaquie* | - SKA Minsk : Champion de Biélorussie - HC Kehra : Champion d'Estonie - HT Tatran Prešov : Champion de Tchécoslovaquie* | - SKA Minsk : Champion de Biélorussie - HC Kehra : Champion d'Estonie - HT Tatran Prešov : Champion de Tchécoslovaquie* | - SKA Minsk : Champion de Biélorussie - HC Kehra : Champion d'Estonie - HT Tatran Prešov : Champion de Tchécoslovaquie* | - SKA Minsk : Champion de Biélorussie - HC Kehra : Champion d'Estonie - HT Tatran Prešov : Champion de Tchécoslovaquie* | - SKA Minsk : Champion de Biélorussie - HC Kehra : Champion d'Estonie - HT Tatran Prešov : Champion de Tchécoslovaquie* | - SKA Minsk : Champion de Biélorussie - HC Kehra : Champion d'Estonie - HT Tatran Prešov : Champion de Tchécoslovaquie* | - SKA Minsk : Champion de Biélorussie - HC Kehra : Champion d'Estonie - HT Tatran Prešov : Champion de Tchécoslovaquie* | - SKA Minsk : Champion de Biélorussie - HC Kehra : Champion d'Estonie - HT Tatran Prešov : Champion de Tchécoslovaquie* | - SKA Minsk : Champion de Biélorussie - HC Kehra : Champion d'Estonie - HT Tatran Prešov : Champion de Tchécoslovaquie* | - SKA Minsk : Champion de Biélorussie - HC Kehra : Champion d'Estonie - HT Tatran Prešov : Champion de Tchécoslovaquie* | - SKA Minsk : Champion de Biélorussie - HC Kehra : Champion d'Estonie - HT Tatran Prešov : Champion de Tchécoslovaquie* | - SKA Minsk : Champion de Biélorussie - HC Kehra : Champion d'Estonie - HT Tatran Prešov : Champion de Tchécoslovaquie* | - RK Celje : Champion de Slovénie - Shevardeni STU Tbilissi : Champion de Géorgie - RK Pelister Bitola : Champion de Macédoine | - RK Celje : Champion de Slovénie - Shevardeni STU Tbilissi : Champion de Géorgie - RK Pelister Bitola : Champion de Macédoine | - RK Celje : Champion de Slovénie - Shevardeni STU Tbilissi : Champion de Géorgie - RK Pelister Bitola : Champion de Macédoine | - RK Celje : Champion de Slovénie - Shevardeni STU Tbilissi : Champion de Géorgie - RK Pelister Bitola : Champion de Macédoine | - RK Celje : Champion de Slovénie - Shevardeni STU Tbilissi : Champion de Géorgie - RK Pelister Bitola : Champion de Macédoine | - RK Celje : Champion de Slovénie - Shevardeni STU Tbilissi : Champion de Géorgie - RK Pelister Bitola : Champion de Macédoine | - RK Celje : Champion de Slovénie - Shevardeni STU Tbilissi : Champion de Géorgie - RK Pelister Bitola : Champion de Macédoine | - RK Celje : Champion de Slovénie - Shevardeni STU Tbilissi : Champion de Géorgie - RK Pelister Bitola : Champion de Macédoine | - RK Celje : Champion de Slovénie - Shevardeni STU Tbilissi : Champion de Géorgie - RK Pelister Bitola : Champion de Macédoine | - RK Celje : Champion de Slovénie - Shevardeni STU Tbilissi : Champion de Géorgie - RK Pelister Bitola : Champion de Macédoine | - RK Celje : Champion de Slovénie - Shevardeni STU Tbilissi : Champion de Géorgie - RK Pelister Bitola : Champion de Macédoine | - RK Celje : Champion de Slovénie - Shevardeni STU Tbilissi : Champion de Géorgie - RK Pelister Bitola : Champion de Macédoine | - RK Celje : Champion de Slovénie - Shevardeni STU Tbilissi : Champion de Géorgie - RK Pelister Bitola : Champion de Macédoine | - RK Celje : Champion de Slovénie - Shevardeni STU Tbilissi : Champion de Géorgie - RK Pelister Bitola : Champion de Macédoine | - RK Celje : Champion de Slovénie - Shevardeni STU Tbilissi : Champion de Géorgie - RK Pelister Bitola : Champion de Macédoine |

* à la suite de la dissolution de la Tchécoslovaquie le 31 décembre 1992, le champion de la Tchécoslovaquie, le HT Tatran Prešov, représente alors le Championnat de Slovaquie tandis que la République tchèque est représentée par le Tatra Kopřivnice.

## Phase préliminaire

### Premier tour
| Équipe                  | Aller   | Total   | Retour  | Équipe           |
| ----------------------- | ------- | ------- | ------- | ---------------- |
| RK Pelister Bitola      | 22 – 23 | 46 – 51 | 24 – 28 | RK Celje         |
| SKA Minsk               | 33 – 21 | 53 – 47 | 20 – 26 | HC Kehra         |
| Shevardeni STU Tbilissi | 12 – 17 | 32 – 42 | 20 – 25 | HT Tatran Prešov |

### Deuxième tour
| Équipe                | Aller   | Total   | Retour  | Équipe                    |
| --------------------- | ------- | ------- | ------- | ------------------------- |
| RK Medveščak Zagreb   | 28 – 19 | 53 – 45 | 25 – 26 | ZTR Zaporijjia            |
| HV Sittard            | 15 – 32 | 35 – 53 | 20 – 27 | Teka Santander            |
| SG Wallau-Massenheim  | 34 – 10 | 68– 24  | 34 – 14 | CHEV Handball Diekirch    |
| Saint-Pétersbourg HC  | 25 – 29 | 45 – 52 | 20 – 23 | Hapoël Rishon LeZion      |
| Kolding IF Håndbold   | 25 – 25 | 48 – 56 | 23 – 31 | IL Runar Sandefjord       |
| RK Badel 1862 Zagreb  | 27 – 19 | 48 – 41 | 21 – 22 | HC Granitas Kaunas        |
| Halkbank Ankara       | 18 – 17 | 37 – 38 | 19 – 21 | BSV Borba Lucerne         |
| USAM Nîmes 30         | 22 – 16 | 40 – 31 | 18 – 15 | HT Tatran Prešov          |
| Tatra Kopřivnice      | 23 – 23 | 41 – 45 | 18 – 22 | Valur Reykjavik           |
| SPE Strovolos Nicosie | 17 – 33 | 35 – 70 | 17 – 37 | Fotex Veszprém SE         |
| Iskra Kielce          | 32 – 20 | 62 – 42 | 30 – 20 | Ionikós de Néa Filadélfia |
| Principe Trieste      | 21 – 17 | 34 – 35 | 13 – 18 | Union Vienne-Ouest        |
| Redbergslids IK       | 23 – 21 | 34 – 38 | 11 – 17 | RK Celje                  |
| Drumso IK Dicken      | 28 – 16 | 50 – 33 | 22 – 17 | Vestmanna IF              |
| SKA Minsk             | 32 – 16 | 55 – 45 | 23 – 29 | Belassitza Petritch       |
| ABC Braga             | 26 – 13 | 43 – 27 | 17 – 14 | Initia HC Hasselt         |

### Huitièmes de finale
| Équipe             | Aller   | Total   | Retour  | Équipe               |
| ------------------ | ------- | ------- | ------- | -------------------- |
| Iskra Kielce       | 23 – 34 | 48 – 66 | 25 – 32 | SG Wallau-Massenheim |
| RK Celje           | 27 – 11 | 51 – 30 | 24 – 19 | BSV Borba Lucerne    |
| ABC Braga          | 28 – 22 | 58 – 53 | 30 – 31 | Hapoël Rishon LeZion |
| Fotex Veszprém SE  | 29 – 26 | 45 – 51 | 16 – 25 | Teka Santander       |
| Valur Reykjavik    | 25 – 22 | 46 – 46 | 21 – 24 | IL Runar Sandefjord  |
| Drumso IK Dicken   | 26 – 24 | 53 – 66 | 27 – 42 | RK Badel 1862 Zagreb |
| SKA Minsk          | 15 – 31 | 37 – 57 | 22 – 26 | USAM Nîmes 30        |
| Union Vienne-Ouest | 23 – 20 | 39 – 38 | 16 – 18 | RK Medveščak Zagreb  |

## Phase finale

### Groupe A
|   | Équipe              | Pts | J | G | N | P | Bp  | Bc  | Diff |  | Résultats (dom.\ext.) |       |       |       |       |
| - | ------------------- | --- | - | - | - | - | --- | --- | ---- |  | --------------------- | ----- | ----- | ----- | ----- |
| 1 | ABC Braga           | 8   | 6 | 3 | 2 | 1 | 139 | 135 | 4    |  | ABC Braga             |       | 26-26 | 28-22 | 24-19 |
| 2 | USAM Nîmes 30       | 7   | 6 | 2 | 3 | 1 | 142 | 135 | 7    |  | USAM Nîmes            | 22-22 |       | 26-20 | 25-22 |
| 3 | IL Runar Sandefjord | 7   | 6 | 3 | 1 | 1 | 146 | 145 | 1    |  | IL Runar Sandefjord   | 28-18 | 22-20 |       | 25-24 |
| 4 | Badel 1862 Zagreb   | 2   | 6 | 0 | 2 | 4 | 135 | 147 | -12  |  | Badel 1862 Zagreb     | 18-21 | 23-23 | 29-29 |       |

### Groupe B
|   | Équipe               | Pts | J | G | N | P | Bp  | Bc  | Diff |  | Résultats (dom.\ext.) |       |       |       |       |
| - | -------------------- | --- | - | - | - | - | --- | --- | ---- |  | --------------------- | ----- | ----- | ----- | ----- |
| 1 | Teka Santander       | 8   | 6 | 4 | 0 | 2 | 136 | 136 | 0    |  | Teka Santander        |       | 28-23 | 21-17 | 20-19 |
| 2 | SG Wallau-Massenheim | 6   | 6 | 3 | 0 | 3 | 128 | 127 | 1    |  | SG Wallau-Massenheim  | 30-23 |       | 17-15 | 23-18 |
| 3 | Union Vienne-Ouest   | 6   | 6 | 3 | 0 | 3 | 116 | 121 | -5   |  | Union Vienne-Ouest    | 28-23 | 20-19 |       | 18-17 |
| 4 | RK Celje             | 4   | 6 | 2 | 0 | 4 | 120 | 116 | 4    |  | RK Celje              | 19-21 | 23-16 | 24-18 |       |

## Finale
Finale aller
| 23 avril 1994 18h00 | ABC Braga                           | 22 - 22 | Teka Santander                             | Pavilhão Flávio Sá Leite, Braga, Portugal Affluence : 2 000 Arbitrage : Svein Olav Oie, Bjorn Hogsnes |
| 23 avril 1994 18h00 | Vladimir Bolotskin 6 Paulo Araujo 5 | (9-8)   | Mikhaïl Iakimovitch 7 Dominguez, Garrido 5 | Pavilhão Flávio Sá Leite, Braga, Portugal Affluence : 2 000 Arbitrage : Svein Olav Oie, Bjorn Hogsnes |
| 23 avril 1994 18h00 | ×3                                  | Rapport | ×2 ×6                                      | Pavilhão Flávio Sá Leite, Braga, Portugal Affluence : 2 000 Arbitrage : Svein Olav Oie, Bjorn Hogsnes |

Finale retour
| 30 avril 1995 18h00 | Teka Santander                             | 23 - 21 | ABC Braga                         | Palacio de Deportes Santander, Espagne Affluence : 3 000 Arbitrage : Fritz Rudin, Roger Schill |
| 30 avril 1995 18h00 | Cabanas, Iakimovitch 6 Talant Dujshebaev 5 | (11-11) | Almeida, Bolotskin, Tchikoulaev 4 | Palacio de Deportes Santander, Espagne Affluence : 3 000 Arbitrage : Fritz Rudin, Roger Schill |
| 30 avril 1995 18h00 | ×2 ×4                                      | Rapport | ×2                                | Palacio de Deportes Santander, Espagne Affluence : 3 000 Arbitrage : Fritz Rudin, Roger Schill |

## Le champion d'Europe
| Vainqueur de la Ligue des champions de l'EHF 1993-1994 Teka Santander 1er titre |

L'effectif du Teka Santander était, :
| Gardiens de but - Mats Olsson - José Javier Hombrados - Juan José Herbón Arrières - Juan Francisco Muñoz Melo - Jesús Fernández Oceja (es) - Mateo Garralda - Mikhaïl Iakimovitch | Demi-centres - Talant Douïchebaïev - Chechu Villaldea (es) Ailiers - Javier Cabanas (es) - Rodrigo Reñones - Alberto Urdiales (es) - Juan Dominguez | Pivots - Luisón García - Xabier Mikel Errekondo (es) - Iouri Nesterov (de) Entraîneur - Javier García Cuesta puis, à partir de janvier 1994 - Julián Ruiz |